# Война за независимость Анголы
Война за независимость Анголы — война между Португалией и рядом военно-политических группировок португальской колонии Анголы, выступавших за независимость страны. Часть Колониальной войны Португалии.
Война началась с вооружённого восстания в Луанде 4 февраля 1961 года и формально завершилась 15 января 1975 года подписанием Алворских соглашений, по которым Ангола получила независимость (фактически боевые действия были прекращены в 1974 году). Основными ангольскими партизанскими группировками были МПЛА, ФНЛА и УНИТА.
В 1958—1974 гг. СССР поставлял вооруженным формированиям МПЛА вооружение и технику. Поставками вооружения и техники МПЛА поддерживала также и Китайская Народная Республика. 7 ноября 1961 года в Анголу прибыли военные специалисты из Кубы для подготовки партизанских отрядов МПЛА. Многие повстанцы МПЛА проходили военную подготовку в СССР, Болгарии, Чехословакии и в Алжире.
По оценке современных исследователей, действия португальских войск в этой войне оказались наиболее успешными по сравнению с конфликтами в Мозамбике и Гвинее-Бисау, и лишь «революция гвоздик», после которой новое руководство Португалии пошло на переговоры с противником, спасла движения МПЛА и УНИТА от полного развала.
Глубокие противоречия между ангольскими группировками привели к тому, что уже в середине 1975 года в стране началась гражданская война.

## Предыстория
В 1482 году португальские каравеллы под командованием штурмана Диогу Кана прибыли в Королевство Конго. После нескольких последующих экспедиций между двумя королевствами установились близкие отношения. Португальцы привезли огнестрельное оружие, другие технологические достижения и новую религию — христианство. В свою очередь, король Конго предложил на продажу рабов, слоновую кость и полезные ископаемые.
Исследователь Паулу Диаш де Новайш в 1575 году основал Луанду как São Paulo da Assunção de Loanda. Новайш занял полосу земли с сотней семей колонистов и 400 солдатами, создав постоянное поселение. Португальская корона предоставила Луанде статус города в 1605 году. Португальцы создали и поддерживали ещё несколько населенных пунктов, крепостей и портов. Бенгела, португальский форт с 1587 и город с 1617 года, был вторым по значимости форпостом португальцев в регионе после Луанды.
Ранний период португальского завоевания был отмечен серией войн, договоров и споров с местными африканскими правителями, в частности, с Зинга Мбанди, которая особенно решительно сопротивлялась Португалии. Завоевание территории современной Анголы началось только в XIX веке и было закончено к 1920-м годам. Ангола имела статус португальской колонии с 1655 года, пока 11 июня 1951 года парламент Португалии не принял закон, дающий всем португальским колониям статус провинций.

## Гражданское неповиновение (1948—1959)
Португальский Колониальный закон от 13 июня 1933 года объявил о превосходстве европейцев над аборигенами, и даже если коренные ангольцы стремились получить образование, их ставили в невыгодное положение в сравнении с белыми, которые жили в приморских районах Анголы. Вириату да Круш и другие представители местной молодёжи сформировали Движение молодых интеллектуалов (Movimento dos Novos Intelectuais de Angola) - организацию, которая способствовала защите ангольской национальной культуры. В 1948 году сепаратисты направили письмо в ООН с призывом присвоить Анголе статус протектората под наблюдением ООН.
В 1950-х годах Антониу ди Оливейра Салазар инициировал новую волну португальского заселения Африки, в том числе и Анголы. Новый закон, принятый португальским парламентом 11 июня 1951 года, придавал всем португальским колониям статус заморских провинций, с этого времени Ангола начала официально называется провинция Ангола.
В 1953 году ангольские сепаратисты основали Союз борьбы африканцев Анголы — Partido da Luta Unida dos Africanos de Angola (ПЛУА) — первую политическую партию, отстаивавшую независимость Анголы от Португалии. В 1954 году конголезско-ангольские националисты образовали Союз народов Северной Анголы, который выступал за независимость исторического Королевства Конго, в которое входили и другие территории, находившиеся вне Португалии за границей Анголы.
В 1955 году Мариу Пинту де Андраде и его брат Жоаким сформировали Коммунистическую партию Анголы (КПА). В декабре 1956 года ПЛУА объединилась с КПА, чтобы образовать Народное движение за освобождение Анголы (МПЛА). МПЛА во главе с Крузом, Мариу Андраде, Илидиу Машаду и Лусио Лара получили поддержку северных мбунду и в Луанде.

## 1960-е годы

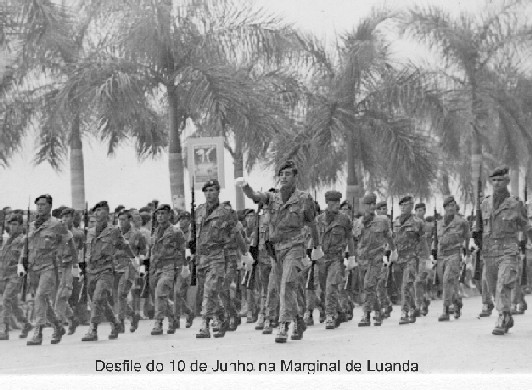
Португальские колониальные войска на параде в Луанде

3 января 1961 ангольские крестьяне в регионе Байша-де-Кассанже (Маланже) бойкотировали работу на хлопковых плантациях компании «Котонанг», требуя улучшения условий труда и повышения заработной платы. «Котонанг» принадлежала португальским, английским и немецким инвесторам. Крестьяне сожгли свои паспорта и напали на португальских торговцев. Это событие вошло в историю как «Восстание в Байша-де-Кассанже». 4 января португальцы ответили на восстание бомбардировкой деревень в этом районе и якобы использовали напалм, убив от 400 и 700 коренных африканцев.
4 февраля 50 боевиков МПЛА напали на полицейский участок в Луанде и тюрьму Сан-Паулу, погибли семь полицейских. 40 нападавших были убиты, никто из заключенных не был освобожден. Правительство провело похороны погибших полицейских 5 февраля, во время которых португальские поселенцы совершили несколько актов насилия в отношении этнического чёрного большинства, жившего в трущобах Луанды. 10 февраля боевики напали на вторую тюрьму, власти ответили насилием и массовыми арестами.
Полиция помогла гражданским дружинникам организовать ночную резню в трущобах Луанды. Белые вытаскивали африканцев из их хижин, расстреливали их и оставляли их тела на улицах. Методистский миссионер показал, что он лично знал о смерти почти трёхсот африканцев.
Партизанские формирования МПЛА консолидировались в Народную армию освобождения Анголы (ЭПЛА) под верховным руководством Вириату да Круша, затем Агостиньо Нето и оперативным командованием Мануэла Лимы. После разрыва Лимы с МПЛА оперативное командование ЭПЛА принял Жозе Мендеш ди Карвалью, после его гибели в 1968 году — Энрике Каррейра.
15 марта Союз народов Анголы (УПА) в составе 4-5 тыс. боевиков под руководством Холдена Роберто начал вторжение в Анголу со своей базы в Заире. Войска УПА занимали деревни, государственные учреждения и торговые центры, убивая полицейских и госслужащих, в том числе чернокожих, в основном овимбунду, работавших на португальскую администрацию. На севере Анголы УПА приступил к резне гражданского населения, в результате которой погибло 1000 белых и 6000 коренных африканцев — это стало началом колониальной войны в Анголе.
Португальцы перегруппировались и 20 сентября взяли под свой контроль Педра-Верде, последнюю базу УПА в северной Анголе. В первый год войны 20-30 тыс. ангольских гражданских лиц были убиты португальскими войсками, а 400—500 тыс. беженцев отправились в Заир. Боевики УПА атаковали колонну беженцев и сопровождавших их сторонников МПЛА. Патруль УПА взял 21 боевиков МПЛА в плен, а затем казнил их 9 октября 1961 года в ходе «инцидента в Феррейре», что привело к вражде между двумя группировками. Совет безопасности ООН принял Резолюцию 163, призвав Португалию отказаться от репрессивных мер против ангольского народа.
В марте 1962 года Роберто объединил УПА с Демократической партией Анголы, чтобы сформировать Национальный фронт освобождения Анголы (ФНЛА). Несколько недель спустя, 27 марта, он основал революционное правительство Анголы в изгнании (ГРАЕ), назначив Жонаса Савимби министром иностранных дел. Началось формирование вооружённых сил ФНЛА — Армии национального освобождения Анголы (ЭЛНА). Роберто создал политический союз с президентом Заира Мобуту Сесе Секо, ради чего развёлся с женой и женился на женщине из села жены Мобуту. Роберто посетил Израиль и получал помощь от правительства Израиля с 1963 по 1969 год.
В 1962 году МПЛА провел съезд партии в Леопольдвиле. Вириату да Круз был обвинён в неумелом руководстве, и его сменил Агостиньо Нето. В дополнение к смене руководства МПЛА принял и новую программу в отношении независимости Анголы:
- демократия
- многоэтничность
- неприсоединение
- национализация
- национально-освободительная борьба
- недопущение иностранных военных баз в Анголе.

Савимби оставил ФНЛА в 1964 году и основал УНИТА в ответ на нежелание Роберто распространить войну за пределы исторического Королевства Конго. Нето встретился с Че Геварой в 1965 году и вскоре получил финансирование от правительства Кубы, ГДР и СССР. В мае 1966 Даниэл Чипенда, на тот момент член МПЛА, создал Восточный фронт, что значительно расширило сферу влияния МПЛА в Анголе. Когда Фронт рухнул, Чипенда и Нето обвинили в этом друг друга.
Боевые группы УНИТА — Вооружённые силы освобождения Анголы (ФАЛА) — совершил свою первую атаку 25 декабря 1966 года, перекрыв движение поездов по железной дороге от Бенгелы до Тейшейра-де-Соуза на границе с Замбией. УНИТА совершил ещё две атаки на эту ветку в 1967 году, вызвав недовольство правительства Замбии, которая экспортировала медь через эту железную дорогу. Президент Кеннет Каунда ответил высылкой из Замбии 500 бойцов. Савимби переехал в Каир, где жил в течение года. Он тайно вернулся в Анголу через Замбию и работал с португальскими военными против МПЛА.
УНИТА сделал своей основной базой юго-восточные провинции Анголы, где влияние португальцев и ФНЛА было низким. Его бойцы показали хорошую организацию и дисциплинированность, а также лучшее понимание тактики партизанской войны. Они были особенно активны вдоль железной дороги на Бенгелу, неоднократно нанося ущерб как португальцам, так и Демократической Республике Конго и Замбии, которые использовали железную дорогу для перевозки своих грузов в ангольские порты.
В конце 1960-х годов ФНЛА и МПЛА воевали друг с другом, что привело к переходу национально-освободительной войны в гражданскую. Более того, МПЛА зачастую помогали португальцам в поисках укрытий боевиков ФНЛА.

## Португальские колониальные войска
С 1900 до начала 1950-х годов португальцы содержали отдельную колониальную армию в своих африканских владениях, состоявшую в основном из ограниченного числа подразделений коренных народов. Офицеры и старшие сержанты были откомандированы из метрополии, а младший командный состав в основном набирался из португальских поселенцев, проживавших в заморских территориях. Рядовой состав был смесью африканских добровольцев и белых призывников из числа поселенцев. Мулаты в теории подлежали призыву, но на практике призывались неохотно. С изменением официального статуса африканских территорий от «колонии» до «заморских провинций» в 1951 году колониальная армия потеряла свой особый статус и была включена в состав регулярных войск самой Португалии. При этом принципы набора в неё существенно не изменились.
Мозамбикский историк Жуан Паулу Боржеш Коэлью отмечает, что португальская колониальная армия формировалась по признаку расы и этнической принадлежности. До 1960 года солдаты делились на три группы — белые, мулаты («assimilados» или «civilizados») и туземцы. Эти категории были переименованы в 1960 году в 1-й, 2-й и 3-й классы. В дальнейшем, хотя цвет кожи перестал быть поводом для официальной дискриминации, на практике система изменилась мало. С конца 1960-х годов чернокожих стали принимать в качестве прапорщиков (Alferes), но это был самый низкий ранг в иерархии офицеров.
Численно чернокожие солдаты никогда не составляли более 41 % колониальной армии. Коэлью отметил, что восприятие роли африканских солдат среди португальских командиров во время конфликта в Анголе, Гвинее и Мозамбике существенно менялось. Генерал Франсишку да Кошта Гомиш — пожалуй, самый успешный командир в борьбе с повстанцами — стремился поддерживать хорошие отношения с местными гражданскими лицами и не провоцировать мятежи внутри колониальной армии. Генерал Антониу ди Спинола, напротив, призывал к более активному использованию африканских солдат в боевых действиях. Генерал Каулза Оливейра ди Арриага, самый консервативный из перечисленных, не выходил за рамки своего первоначального расистского восприятия африканцев как низших существ.

## 1970—1975 годы

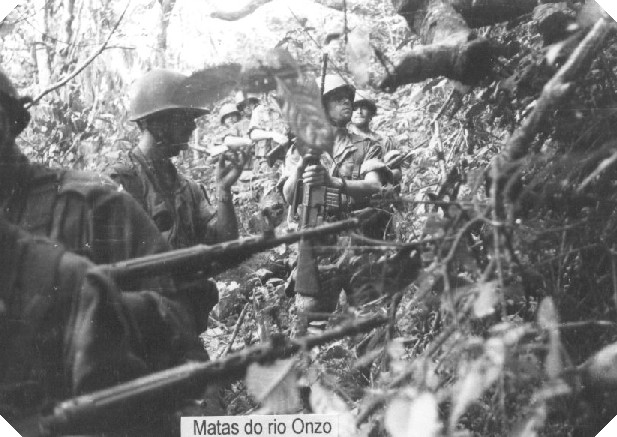
Португальские солдаты в тропических лесах на севере Анголы

### 1971—1972

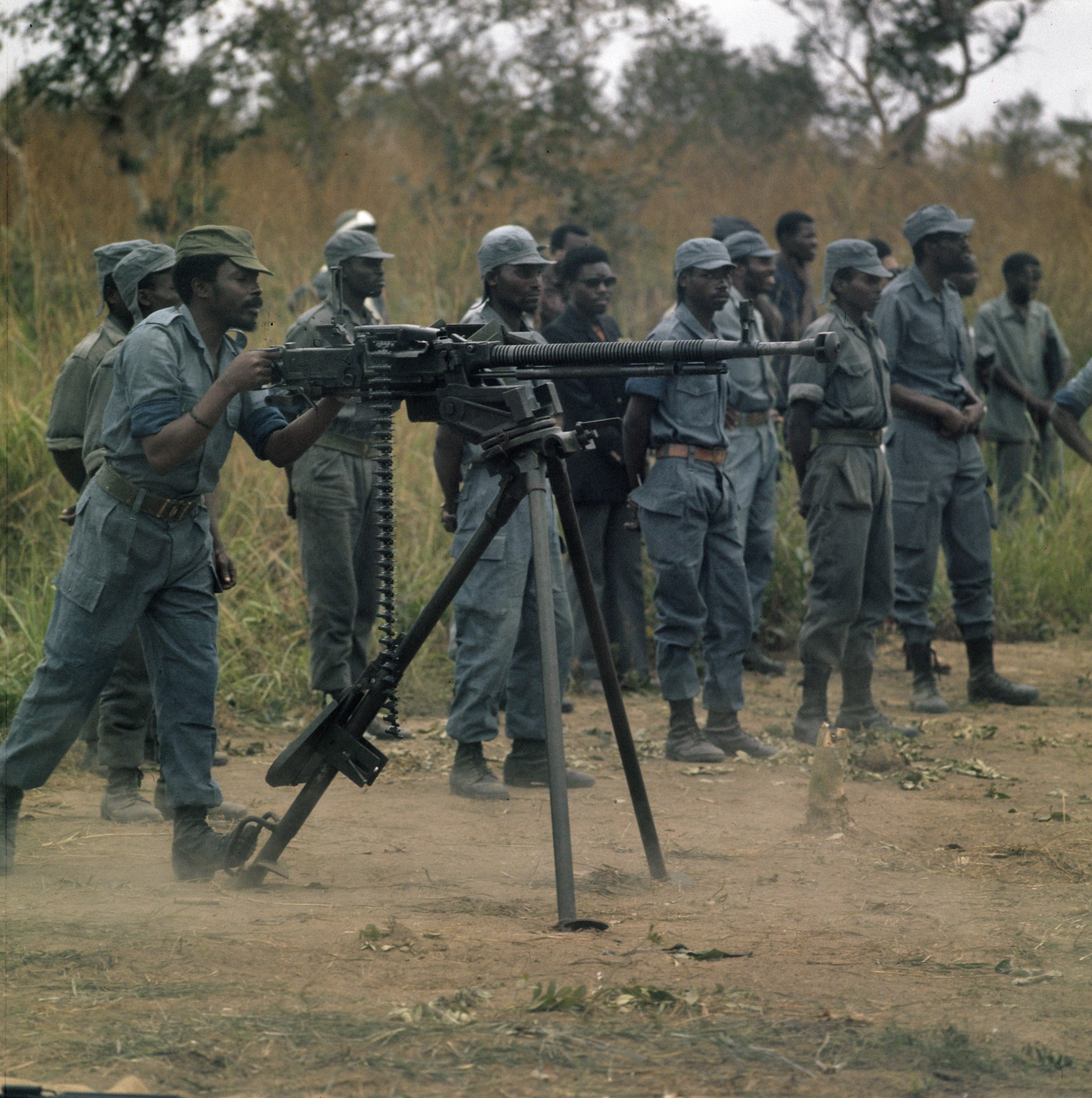
Подготовка бойцов ФНЛА в лагере в Заире в 1973 году

В 1971 году МПЛА начал формировать эскадроны из 100—150 боевиков каждый. Эти эскадроны, вооруженные 60-мм и 81-мм минометами, атаковали португальские форпосты. Португальцы в ответ проводили антиповстанческие зачистки против сил МПЛА, уничтожив несколько их лагерей. Кроме того, Южно-Африканские силы обороны атаковали позиции МПЛА в Мошико в феврале 1972 года, уничтожив коммунистическое присутствие там. Португальские вооруженные силы организовали успешную кампанию по ликвидации организации Восточный фронт (Frente Leste). Разгромленный Нето отступил с 800 боевиками в Республику Конго. Различные фракции в МПЛА начали борьбу за власть, пока Советский Союз не поддержал фракцию Чипенды. 17 марта 1000 бойцов ФНЛА подняли мятеж в Кинсузу, но заирская армия подавила восстание от имени Роберто.

### 1973—1974
В 1973 году Чипенда покинул МПЛА и основал организацию «Восточный бунт» с 1500 бывших последователей из МПЛА. Президент Танзании Джулиус Ньерере в 1970 году убедил КНР начать финансирование МПЛА и вступил в союз с ФНЛА против МПЛА в 1973 году. Роберто посетил КНР в декабре и обеспечил поддержку Китая. Советский Союз полностью прекратил помощь МПЛА в 1974 году, когда от МПЛА отделился «Revolta Activa» во главе с Мариу Андраде. В ноябре Советский Союз возобновил помощь МПЛА после того, как Нето подтвердил своё лидерство.
В итоге МПЛА, УНИТА и ФНЛА добились успеха в борьбе за независимость не благодаря успешным военным операциям, а ввиду государственного переворота в Португалии. Революция гвоздик 25 апреля 1974 года завершила португальские колониальные войны и привела к независимости португальских заморских территорий.
Революционное португальское правительство согласилось передать власть националистическим африканским движениям. Это положило конец войне за независимость Анголы, но начало долгий конфликт между националистами. Холден Роберто, Нето и Савимби встретились в Букаву в июле и согласились на совместные переговоры с португальцами, но потом конфликт между ними возобновился.

### 1975
Три партийных лидера встретились в Момбасе 5 января 1975 года и согласились прекратить борьбу друг с другом. Наконец, они встретились в третий раз, уже с португальскими государственными должностными лицами, в Алгарве (Алвор), Португалия, с 10 по 15 января. 15 января были подписаны Алворские соглашения, предоставившие Анголе независимость с 11 ноября и создававшие переходное правительство.
Соглашение положило конец войне за независимость и обозначило переход к гражданской войне. Фронт за освобождение анклава Кабинда (ФЛЕК) и Восточный бунт не подписали соглашение, так как они были исключены из переговоров. Коалиционное правительство вскоре распалось на националистические группировки, пытавшиеся взять власть силой.
Стороны договорились провести первые выборы в парламент в октябре 1975 года. С 31 января и до независимости страной должно было управлять переходное правительство, состоявшее из португальского Верховного комиссара Розы Коутиньо и Совета министров. Совет министров состоял из трех представителей — по одному от каждой партии — и возглавлялся премьер-министром. Каждое решение требовало большинства в две трети голосов. Двенадцать министерств были разделены поровну между ангольскими партиями и португальским правительством — по три министерства для каждой из сторон. Подобная практика практически парализовала деятельность правительства из-за постоянных споров между министрами и партиями.
Основной целью правительства Португалии в переговорах было предотвращение массовой эмиграции белых ангольцев. Португальцы рассудили, что белые ангольцы должны присоединиться к сепаратистским движениям, и тогда сепаратисты должны умерить свои платформы для расширения своей политической базы.
Соглашение предусматривало объединение отрядов боевиков в единую Армию обороны Анголы. Она должна была включить в себя 24000 португальцев и по 8000 человек от МПЛА, ФНЛА и УНИТА. При этом каждая сторона создавала отдельные казармы и форпосты. Для принятия военных решений требовалось единодушное согласие штабов каждой из сторон и объединённого военного командования. Португальским солдатам не хватало оборудования и мотивации, а ангольские националисты ненавидели друг от друга и не имели профессиональной подготовки.
Численность бойцов трех националистических партий вскоре превысила численность португальцев, что поставило под угрозу способность метрополии сохранить мир. Фракционная борьба усиливалась, а иностранные поставки оружия увеличивались. В июле вспыхнула вооружённая борьба, и МПЛА удалось вытеснить отряды ФНЛА из Луанды. УНИТА добровольно отказался от столицы и укрепился на юге страны. К августу МПЛА имел контроль над 11 из 15 столиц провинций, в том числе Кабиндой и Луандой. Южноафриканские войска вторглись в Анголу 23 октября 1975 года, тайно переправив 1500—2000 солдат из Намибии. ФНЛА, УНИТА и войска ЮАР заняли пять столиц провинций, в том числе Ново-Редондо и Бенгелу за три недели. 10 ноября португальцы оставили Анголу. При поддержке кубинцев МПЛА разгромили силы ЮАР и ФНЛА, сохранив контроль над Луандой. 11 ноября Нето объявил о независимости Народной Республики Ангола. ФНЛА и УНИТА ответили, провозгласив их собственное правительство, базировавшееся в Уамбо. Южноафриканская армия отступила, и с помощью кубинских сил армия Анголы отвоевали большую часть юга в начале 1976 года.
Многие аналитики обвинили временное правительство Португалии в насилии, которое последовало за Аворскими соглашениями, поскольку оно якобы не позаботилось о внутренней безопасности страны и проявило фаворитизм по отношению к МПЛА. Верховный комиссар Коутиньо открыто передала португальскую военную технику МПЛА. При этом Государственный секретарь США Генри Киссинджер заявил, что считает любое правительство с участием представителей просоветского, коммунистического МПЛА неприемлемым для США, а президент Джеральд Форд дал указание оказывать помощь ФНЛА.

## Иностранное участие

### США
Положение Португалии в Анголе скоро стало предметом озабоченности со стороны ряда иностранных держав, в частности, её союзников по НАТО. Так, США были обеспокоены перспективой установления марксистского режима в Луанде и начали поставлять оружие и боеприпасы УПА, которая в то время значительно выросла и слилась с Демократической партией Анголы, образовав ФНЛА.
Лидеры ФНЛА, однако, были недовольны поддержкой США. Савимби предпочел наладить контакты с КНР, откуда стали поступать оружие и боеприпасы. США предоставил компании Aero Associates (Тусон, штат Аризона) разрешение на продажу семи лёгких бомбардировщиков Douglas A-26 Invader Португалии в начале 1965 года, несмотря на возможные осложнения отношений с Кубой и СССР.
Самолёты доставил в Африку Джон Ричард Хоук — бывший пилот американских ВВС (во время одного из рейсов в Анголу он повел самолёт так низко над Белым домом, что ВВС США вынудили его приземлиться, и он был арестован). В мае 1965 года Хоук был обвинен в незаконной продаже оружия и поддержке португальцев, но был заключен в тюрьму на срок меньше года. Несколько лет спустя в Анголу были поставлены B-26.

### Родезия и Южная Африка
Помимо США, в войне в Анголе приняли участие ещё две страны — Родезия (ныне Зимбабве) и ЮАР, находившиеся под властью белого меньшинства. Их режимы были обеспокоены своим будущим в случае поражения португальцев. Родезия и Южная Африка изначально ограничивали своё участие в конфликте поставками оружия и ресурсов. Однако к 1968 году южноафриканцы начали предоставлять португальцам вертолёты Alouette III, а несколько рот пехоты Южноафриканских сил обороны были развёрнуты в южной и центральной частях Анголы. Тем не менее, современные сведения о том, что южноафриканцы охраняли железные рудники в Кассинге, не находят подтверждения. При этом есть данные, что некоторое количество родезийских пилотов было завербовано в экипажи португальских ВВС.

### СССР
В конце 1960-х годов СССР стал вмешиваться в ход войны в Анголе, но не непосредственно, а через поддержку МПЛА. В то время как ФНЛА получал ограниченные поставки оружия из США, а УНИТА вовсе не получал какой-либо поддержки из-за рубежа, марксисты МПЛА наладили тесные отношения с Москвой и вскоре начали получать поставки оружия через Танзанию и Замбию.
В 1969 году МПЛА договорился с СССР, что в обмен на оружие и ресурсы после обретения независимости Ангола предоставит права на создание военных баз в стране. Благодаря этому в начале 1970-х годов МПЛА превратился в самую мощную политическую партию, по сей день руководящую страной.

## Последствия

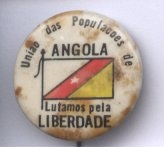
Значок в честь независимости Анголы

Как только соглашение между МПЛА и Португалией о передаче власти стало известно общественности, начался массовый исход белого населения из Анголы. Более 300 000 человек покинули Анголу в ноябре, большинство из них были эвакуированы бортами португальских Boeing 707. Британские ВВС также посылали самолёты Vickers VC10 и эвакуировали около 6000 беженцев.
Гражданская война в Анголе завершилась лишь в 2002 году компромиссом: МПЛА сохранила ведущую роль в политической жизни страны, а ФНЛА и УНИТА были легализованы как политические партии.

## В искусстве
В 1984 году был снят советский многосерийный телевизионный художественный фильм «ТАСС уполномо́чен заяви́ть" поставленный в режиссёром Владимиром Фокиным по одноимённому роману Юлиана Семёнова, классика советского «шпионского романа». Сюжет частично основан на реально имевших место событиях - завершении многоходовой операции КГБ по предотвращению агрессии против вымышленной африканской страны Нагонии (под которой легко угадывается Ангола).
В 2016 году португальским режиссёром Иву Феррейрой был снят художественный фильм «Военные письма» по роману известного португальского писателя и журналиста Антониу Лобу Антунеша проходившего военную службу в Анголе в 1971—1973 годах.